# Yucca declinata
Yucca declinata là một loài thực vật có hoa trong họ Măng tây. Loài này được Laferr. miêu tả khoa học đầu tiên năm 1995.

## Hình ảnh

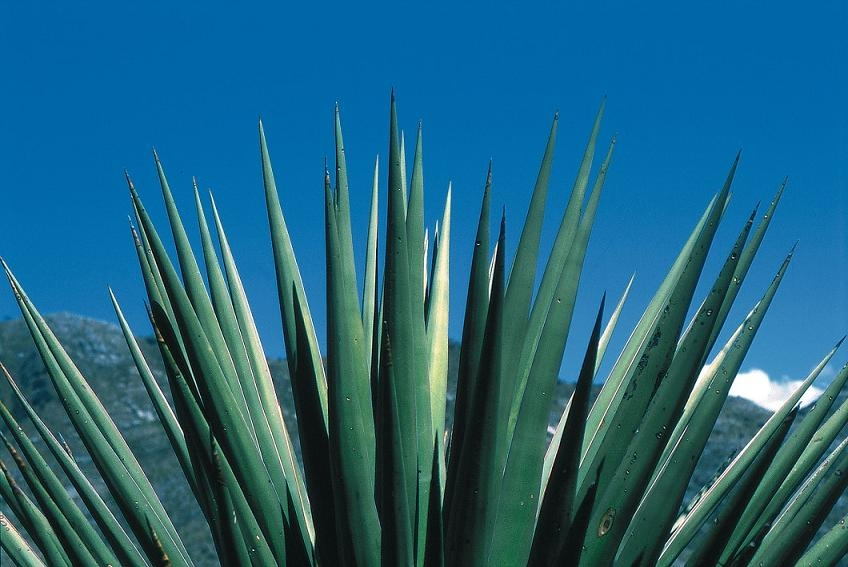
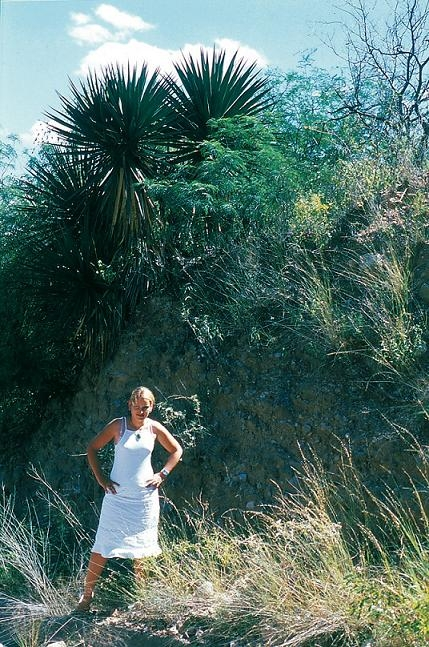
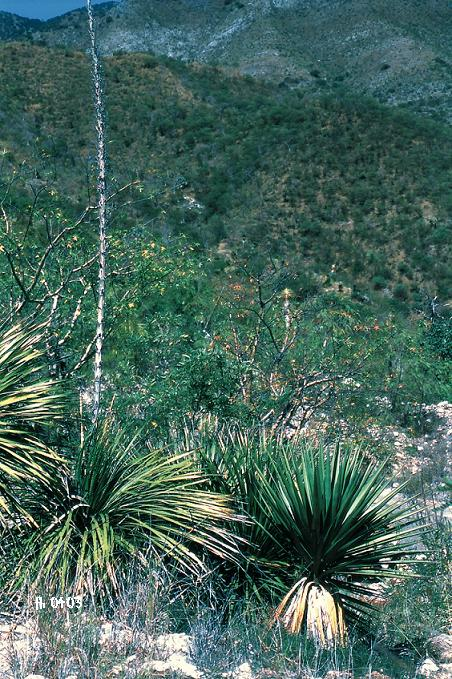